# Tommy Støckel
Tommy Støckel (født 1972) er en dansk kunstner bosat i Berlin.
Støckel arbejder primært med collage og installation. Støckel arbejder både i collage og installation i et grænsefelt med utallige referencer til kunst, utopi og computer simulation.